# Petueltunnel

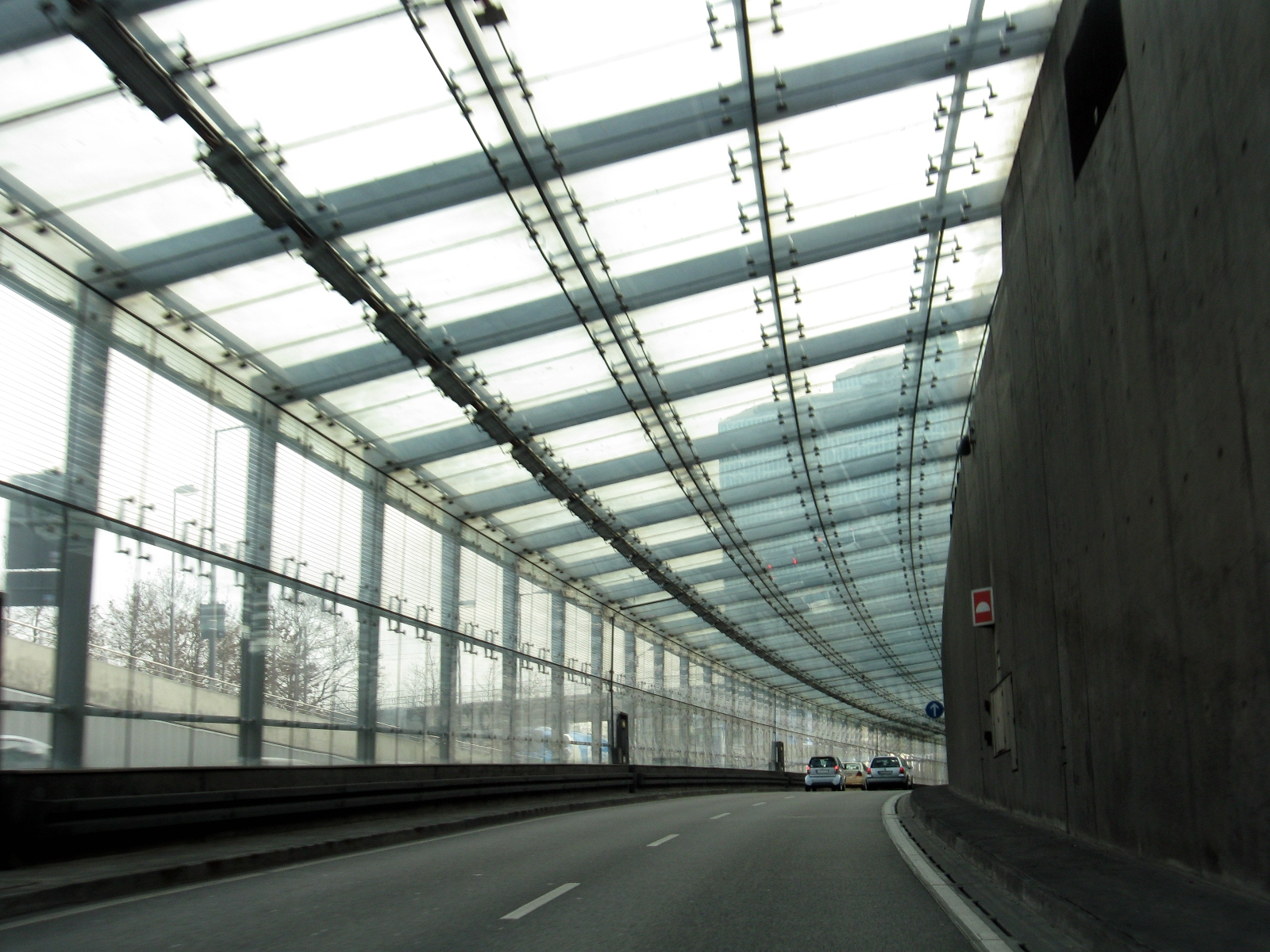
Glaseinhausung an der östlichen Tunnelausfahrt

Der Petueltunnel [ˈpeˑtuˑeˑl-] ist ein Straßentunnel in München. Im Tunnel verläuft der Petuelring. Der Tunnel ist Teil des Mittleren Ringes und hat eine Länge von etwa 1.500 Metern. Er wurde am 6. Juli 2002 nach fünfjähriger Bauzeit eröffnet.

## Lage
Der Petueltunnel liegt etwa vier Kilometer nördlich des Münchner Stadtzentrums. Der Tunnel verläuft in West-Ost-Richtung, besteht aus zwei Röhren und besitzt neben den Hauptportalen die Ab- und Zufahrten Knorrstraße/Belgradstraße (östliche Richtung) und Leopoldstraße (westliche Richtung). In östlicher Fahrtrichtung besteht ein Nebentunnel, der direkt auf die A 9 führt. Der Verlauf des Tunnels markiert die Grenze zwischen den Stadtbezirken Milbertshofen und Schwabing-West.

## Verlauf
Vom Olympiapark her kommend befindet sich das westliche Tunnelportal am Petuelring unmittelbar westlich der Schleißheimer Straße. Hier führen zwei je zweistreifige Hauptröhren Richtung Osten. Nach 600 Metern mündet ein weiterer Fahrstreifen von der Knorrstraße/Belgradstraße als Zufahrt (östliche Richtung) und Abfahrt (westliche Fahrtrichtung) in den Tunnel ein. Nach 500 Metern zweigt die Abfahrt (östliche Richtung) und Zufahrt (westliche Fahrtrichtung) der Leopoldstraße. In östlicher Fahrtrichtung folgt ein Seitentunnel, der auf die A 9 Richtung Nürnberg/Berlin führt.
In der Hauptröhre beginnt unter der Leopoldstraße die Schenkendorfstraße. Etwa 100 Meter östlich endet der Petueltunnel. In östlicher Fahrtrichtung schließt sich eine 250 Meter lange Glaseinhausung an. Die Schenkendorfstraße führt weiter Richtung Bogenhausen.

## Geschichte

### Erste Planungen
Anfang der 1980er Jahre unter dem CSU-Oberbürgermeister Erich Kiesl war das Projekt Petueltunnel bereits weit fortgeschritten. Diese ersten Planungen für den Bau des Petueltunnels wurden 1990 gestoppt. Dies hing mit dem Ergebnis der damaligen Kommunalwahlen zusammen. Da die Partei Die Grünen gegen den Ausbau des Mittleren Ringes war, wurde das Projekt Tunnelbau zurückgestellt.

### Bürgerentscheid
Unterstützt von FDP, IHK München, Handwerkskammer, ADAC und "Bürgerinitiative Petuelring e. V." brachten einige CSU-Politiker den ersten Münchner Bürgerentscheid (Titel Drei Tunnel braucht der Mittlere Ring) auf den Weg.
Am 23. Juni 1996 stimmte eine knappe Mehrheit der Münchner Wähler für einen weiteren Ausbau des Mittleren Rings und gegen den Willen der damaligen Mehrheit (SPD und Grüne) im Münchner Stadtrat.

### Neue Planungen
Nach dem Bürgerentscheid wurde die Planung für den Tunnel wieder aufgenommen. Da die Tunnelplanungen vor dem Baustopp bereits weit vorangekommen waren, konnte mit den Bauarbeiten bereits 1997 begonnen werden.

### Bau des Tunnels
Der Petueltunnel wurde durch die Unternehmen Max Bögl und Ed. Züblin AG errichtet. Zuerst wurden die Bäume im Baustellenbereich gefällt. Gebaut wurde der Tunnel in der Deckelbauweise. Hierbei wird zuerst die spätere Decke des Tunnels errichtet. Im zweiten Schritt wird der eigentliche Tunnel darunter errichtet. Durch die Auflage, mindestens drei Spuren pro Fahrtrichtung offen zu halten, mussten zahlreiche Verschwenkungen der Fahrbahn durchgeführt werden.
Am 31. Oktober 2001 wurde zwischen Knorrstraße/Belgradstraße und der Auffahrt zur A 9 eine Spur des Tunnels für die Öffentlichkeit freigegeben. Dadurch konnte im östlichen Teil der Baustelle Platz geschaffen werden.

### Eröffnung des Tunnels
Am 6. Juli 2002 eröffneten Oberbürgermeister Christian Ude und die damalige Kultusministerin Monika Hohlmeier den Tunnel. Die Verkehrsfreigabe erfolgte am selben Tag um etwa 12:15 Uhr.

### Weiterer Ausbau an der Oberfläche
Bis 2004 wurde die Oberfläche über dem Tunnel neu gestaltet. Der Westteil zwischen Schleißheimer Straße und Knorrstraße/Belgradstraße wurde zu einer vierstreifigen Straße ohne Fahrbahntrennung umgebaut. Der östliche Teil bis zur Leopoldstraße wurde zum Petuelpark gänzlich ohne Straßenverkehr umgebaut. Die Eröffnung des Petuelparks erfolgte am 27. Juni 2004.

### Kosten des Projektes
Der Bau des Petueltunnels inklusive des Rückbaus der Oberfläche betrugen 400 Mio. DM (zirka 205 Mio. €).

## Betrieb des Tunnels

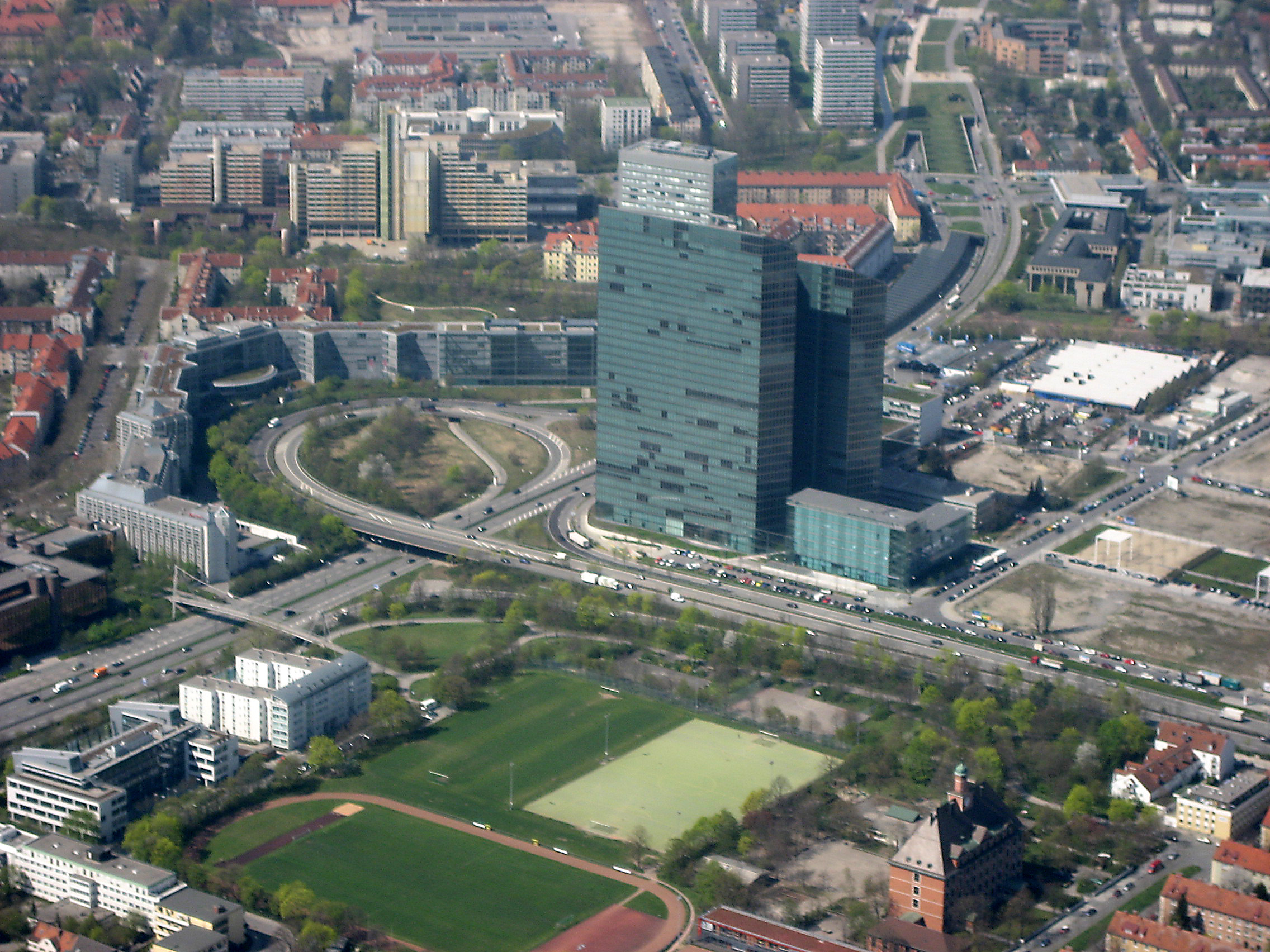
Mittlerer Ring mit der östlichen Tunneleinfahrt im Hintergrund

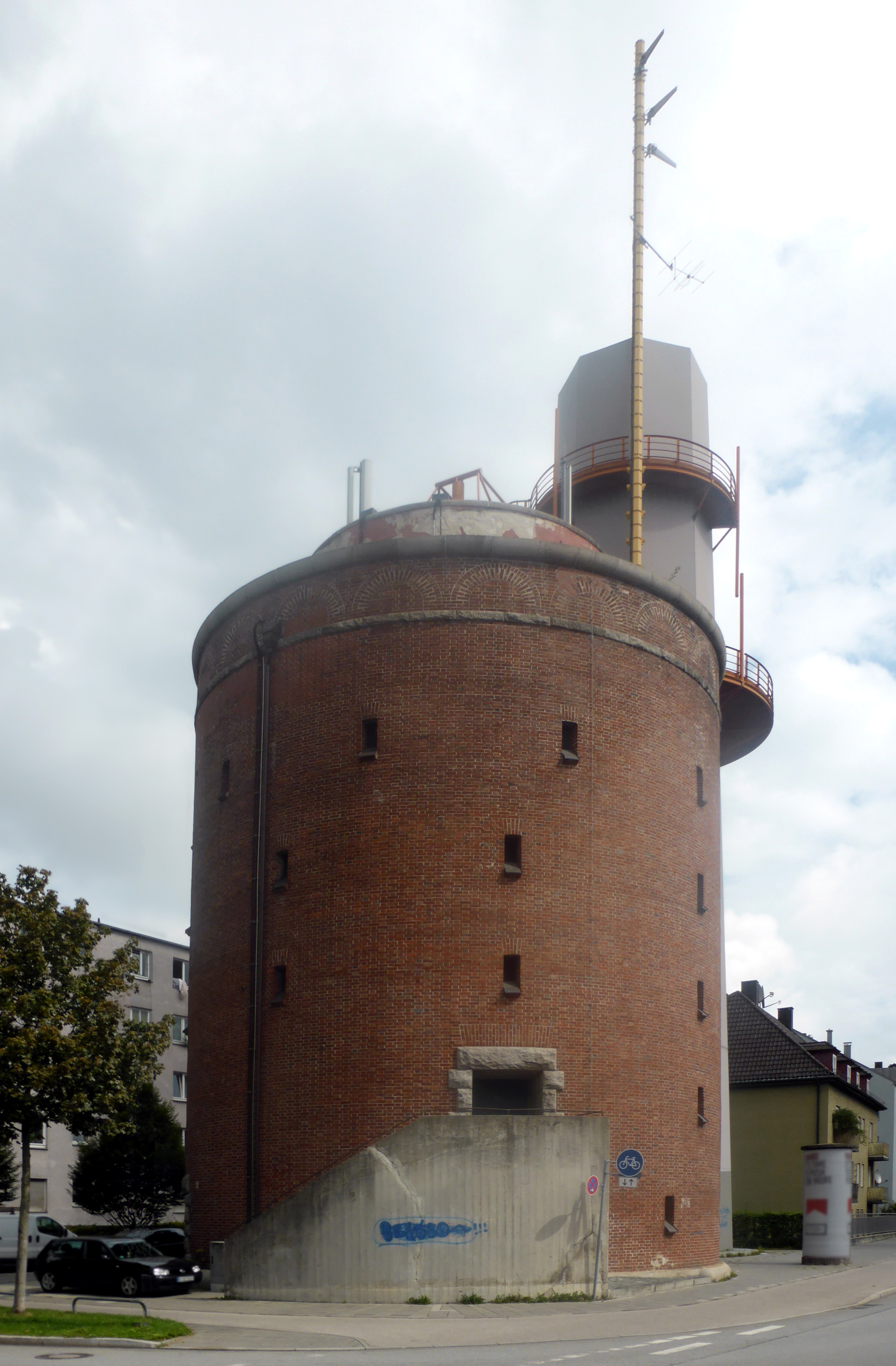
35 Meter hoher Abluftkamin des Petueltunnels am Hochbunker an der Ecke Riesenfeldstraße

### Technik im Tunnel
Der Petueltunnel ist mit moderner Sicherheitstechnik ausgestattet. Die Sicherheit des Tunnels wird ständig von der Verkehrszentrale München überwacht. Durch frei programmierbare Textzeilen an den Tunnelportalen können die Autofahrer auf Gefahrensituationen oder besondere Zustände im Petueltunnel aufmerksam gemacht werden.
Im Tunnel befinden sich neben einer Sprinkleranlage auch Sendestationen für sechs Radiostationen. Über diese Kanäle kann die Verkehrszentrale bei besonderen Gefahrensituationen Durchsagen machen. Die Abluft aus dem Tunnel wird über einen Abluftkamin, der an den Hochbunker Riesenfeldstraße angebaut ist, entsorgt.

### Tempolimit und Kontrolle
Die erlaubte Höchstgeschwindigkeit in den Hauptröhren war anfangs auf 60 km/h festgesetzt. Da die Unfallzahlen im Tunnel ein hohes Niveau hatten, wurde 2004 die erlaubte Höchstgeschwindigkeit auf 50 km/h reduziert. Seit Dezember 2015 gilt wieder beidseitig ein standardmäßiges Tempolimit von 60 km/h. Die Tempolimits werden mit einer Verkehrsbeeinflussungsanlage über LED-Schilder gesteuert. Bei hohem Verkehrsaufkommen wird das Tempolimit meist auf 40 km/h reduziert. Die Einhaltung des Tempolimits wird seit Ende Juni 2014 für beide Fahrtrichtungen durch eine Schwarzlicht-Blitzanlage kontrolliert.

### Besondere Ereignisse
Im Tunnel kam es bislang zu keinen größeren Zwischenfällen. In einem ADAC-Test im Jahr 2003 bekam der Tunnel die Note Gut. Lediglich bei der Lesbarkeit der Beschilderung gab es Defizite. Dies wurde aber durch die Landeshauptstadt nachgebessert.

## Erster Petueltunnel
Schon 1963 wurde ein Bauwerk als Petueltunnel bezeichnet. Es handelte sich um die Straßenbahnunterführung der damaligen Linie 8 zwischen den Haltestellen Rümann- und Keferloherstraße, die den Petuelring in Nord-Süd-Richtung unterquerte. Die zuletzt von den Tramlinien 12 und 13 bediente Strecke wurde 1993 stillgelegt. Das Bauwerk wurde während der Bauzeit des jetzigen Straßentunnels noch als Zufahrt für die Baufahrzeuge genutzt und anschließend verfüllt.

## Sendetechnische Hinweise
Im Petueltunnel kann man alle gängigen Münchner Lokalsender und den Verkehrsfunk von Antenne Bayern via der Frequenzen des Olympiaturms über einen kleinen Empfängersender empfangen. Außerdem ist der öffentlich-rechtliche Sender Bayern 3 im Tunnel verfügbar. Ebenfalls werden DAB+ Radiosender der Kanäle 5C, 11C, 11D und 12D im Tunnel gesendet.